# King (Karolina Północna)
King – miasto w Stanach Zjednoczonych, w stanie Karolina Północna, w hrabstwie Stokes.